# ArcelorMittal Orbit
La ArcelorMittal Orbit es una torre de observación de 114,5 metros de altura situada en el Parque Olímpico Reina Isabel, en Stratford, Londres, Reino Unido.
La estructura de acero, proyectada de Anish Kapoor y Cecil Balmond, se realizó en parte con fondos de la compañía ArcelorMittal. Es la muestra más grande de arte público del Reino Unido.
La ArcelorMittal Orbit se cerró tras los Juegos Olímpicos y Paralímpicos de 2012. Más tarde, se reabrió al público el 5 de abril de 2014. Tras una remodelación, completada en junio de 2016, la estructura incorpora el tobogán túnel más alto y largo del mundo (178 metros), diseñado por Carsten Höller. El tobogán incluye secciones transparentes para dar una "perspectiva diferente" de la torre.